# Halipteris finmarchica
Halipteris finmarchica är en korallart som först beskrevs av Sars 1851.  Halipteris finmarchica ingår i släktet Halipteris och familjen Halipteridae. Enligt den svenska rödlistan är arten sårbar i Sverige. Arten förekommer i Götaland. Artens livsmiljö är havet. Inga underarter finns listade i Catalogue of Life.